# 安江东站
安江东站位于中华人民共和国湖南省怀化市洪江市，是怀衡铁路上的一座火车站，2018年12月26日随怀衡铁路开通而投入使用。车站站房面积约6000平方米，规模为2台5线。